# Ivano-Frankivsk
Ivano-Frankivsk (ukrainsk: Івано-Франківськ, tr. Ivano-Frankivsk, ukrainsk udtale: [iˌʋanɔ frɐnʲˈkʲiu̯sʲk]  ( hør); russisk: Ива́но-Франко́вск, tr. Iváno-Frankóvsk; polsk: Iwano-Frankowsk), indtil 1962 hed byen Stanyslaviv (ukrainsk: Станиславів; russisk: Станислав; polsk: Stanisławów; tysk: Stanislau; jiddisch: סטאַניסלעװ, tr. Stanislev) er en by i den vestlige del af Ukraine.
Byen har et befolkningstal på 238.196 (2022) indbyggere. Den er hovedby i det ukrainske oblast (region) Ivano-Frankivsk oblast.

## Historie
Byen blev oprettet som en fæstning for at beskytte den polsk-litauiske realunion fra tatarernes invasioner, og modstod også angreb fra tyrkiske og russiske styrker. Byen blev grundigt ombygget under renæssancen, og fik tilnavnet Lille Leopolis. Byen var også et vigtigt centrum for armensk kultur i Polen.
Efter Polens delinger blev byen del af Østrig og derefter af det autonome kongedømme Galicien og Lodomerien. I 1919 var der sammenstød mellem polakker og ukrainere her. Byen blev så del af Polen og hovedstad for Stanislawow-voivodskabet. I 1939 blev den erobret af sovjetterne og annekteret som del af den ukrainske sovjetrepublik.
I 1962 blev navnet ændret til ære for den fremstående ukrainske forfatter Ivan Franko.

## Befolkningssammensætning efter folketællingen i1931
I alt 198.359 indbyggere:
- Polakker: 120.214 (60,6%)
- Ukrainere: 49.032 (24,7%)
- Jøder: 26.996 (13,6%)